# 気質喜劇

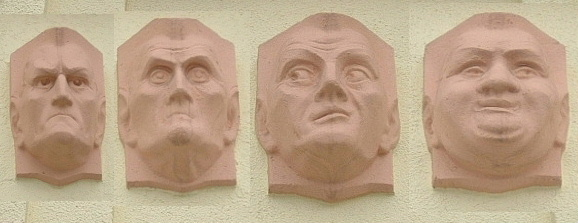
4つの気質（体液）。左から順に、「気むずかしい（黄胆汁質）」「憂鬱（黒胆汁質）」「楽天的（血液質）」「鈍重（粘液質）」

気質喜劇（きしつきげき、またはヒューモア喜劇、comedy of humours or humours comedy）とは、16世紀から17世紀にかけて存在した喜劇の1ジャンルで、登場人物たちがそれぞれ四体液説に基づく「気質」によって動かされることがその特徴である。

## 歴史
気質喜劇というジャンルを16世紀末に流行させたのはイングランドの劇作家ベン・ジョンソンならびにジョージ・チャップマンだった。17世紀後期には、王政復古期喜劇（Restoration comedy）の中で風習喜劇と結合した。

## 特徴
気質喜劇の火付け役となったベン・ジョンソン『癖者ぞろい』（Every Man in His Humour。1598年初演）に出てくるカイトリーが、四大体液説に基づく「気質」に支配されたキャラクターである。カイトリーの全ての言動は、自分の妻が不実であるという強い疑惑に動かされている。
『Every Man out of His Humour』（1599年）の序劇の中で、ベン・ジョンソンは、ある1つの独特の気質が人間を支配し、それがその人物のすべての感情、魂、力を引き出すと説明している。
「気質」は身体的特徴と精神的特徴を結びつけたものだったが、そのキャパシティの中で性格の類型を描写するには、その結果はかなり微妙なものであった。